# Aguinaldo Boulitreau Fragoso
Aguinaldo Boulitreau Fragoso (* 3. März 1907 in Recife; † 18. März 1978 in Rio de Janeiro) war ein brasilianischer Diplomat, der unter anderem zwischen 1958 und 1963 Botschafter in Argentinien sowie von 1964 bis 1966 Botschafter in Portugal war. Er war als Generalsekretär des Außenministeriums zudem zwischen August und September 1963, von Oktober bis November 1963 sowie zwischen März und April 1964 mehrmals kommissarischer Außenminister.

## Leben
Aguinaldo Boulitreau Fragoso, Sohn des Diplomaten Luís Eulálio Fragoso und dessen Ehefrau Maria Luísa Boulitreau Fragoso, begann seine diplomatische Laufbahn 1934 als Konsul Dritter Klasse im Büro von Außenminister José Carlos de Macedo Soares. 1936 wurde er zum Konsul Zweiter Klasse befördert und wechselte als Zweiter Sekretär an die Vertretung in der Schweiz sowie 1937 als Zweiter Sekretär an die Botschaft in Peru. 1938 wurde er Zweiter Sekretär an der Botschaft in den USA und gehörte 1940 zur Delegation beim Zweiten Interamerikanischen Außenministertreffen in Havanna. 1942 kehrte er ins Außenministerium zurück und wurde Mitarbeiter im Büro von Außenminister Oswaldo Aranha und war als solcher im Januar 1943 Sekretär des Dritten Interamerikanischen Außenministertreffen in Rio de Janeiro, bei dem es um den Abbruch der diplomatischen Beziehungen zu den Achsenmächte Deutschland, Italien und Japan im Zweiten Weltkrieg ging. 1943 wurde er zum Ersten Sekretär an der Botschaft in den USA befördert und fungierte als Generalsekretär der brasilianischen Delegation bei der Konferenz von Bretton Woods (1. bis zum 22. Juli 1944), die nach dem Zweiten Weltkrieg zu der Bretton-Woods-System genannten neu geschaffenen internationalen Währungsordnung mit Wechselkursbandbreiten führte.
1945 war Fragoso Sekretär der Delegation bei der Internationalen Konferenz über Krieg und Frieden in Mexiko-Stadt sowie bei der Konferenz von San Francisco (25. April bis zum 26. Juni 1945), die zur Gründung der Vereinten Nationen führte. Er war vom 5. bis 21. September 1945 zudem Geschäftsträger der Botschaft in den USA und gehörte 1946 zur Delegation beim Beratenden Notfallausschuss für politische Verteidigung in Montevideo, deren Berater er im Februar 1947 war. 1947 war er des Weiteren Assistent des Generalsekretär der Interamerikanischen Konferenz für Friedenssicherung und Sicherheit in Rio de Janeiro. 1949 erfolgte seine Beförderung zum Botschaftsrat an der Botschaft in Uruguay, allerdings kehrte er wenig später zurück und wurde als Ministerialrat Zweiter Klasse Leiter der Stabsabteilung im Außenministerium. 1950 wurde er Leiter der Protokollabteilung im Itamarati, dem Außenministerium, und gehörte als solcher 1951 auch zur Organisationskommission des Ersten Kongresses zur Gründung der Lateinischen Union in Rio de Janeiro. 1952 war er ferner Mitglied der Organisationskommission für die VII. Interamerikanische Versammlung der Frauen, die ebenfalls in Rio de Janeiro stattfand, sowie stellvertretender Delegierter bei der VII. Sitzung der Generalversammlung der Vereinten Nationen in New York City. 1953 übernahm er den Posten als Kabinettschef von Außenminister Vicente Ráo sowie einige Zeit später als Leiter der Hauptabteilung Verwaltung des Außenministerium, wo er zuletzt 1955 zum Ministerialrat Erster Klasse befördert wurde.
Am 12. November 1955 wurde Aguinaldo Boulitreau Fragoso Botschafter in Panama und verblieb dort bis zum 2. September 1958. Im Anschluss wurde er 1958 als Nachfolger von Marcos Tancredo Borges da Fonseca Botschafter in Argentinien und bekleidete diese Funktion bis 1963, woraufhin Luís Leivas Bastian Pinto seine dortige Nachfolge antrat. Er war 1961 auch Delegierter bei der VII. Generalversammlung des Panamerikanischen Institutes für Geografie und Geschichte in Buenos Aires. Nach seiner Rückkehr nach Brasilien wurde er 1963 Generalsekretär für Außenpolitik im Außenministerium. In dieser Funktion war er während der Amtszeit von Präsident João Goulart während der Ortsabwesenheit von João Augusto de Araújo Castro zwischen August und September 1963, von Oktober bis November 1963 sowie zwischen März und April 1964 mehrmals kommissarischer Außenminister. In dieser Zeit fungierte er zudem als Präsident der Politischen Planungskommission. Kurz nach Beginn der Militärdiktatur wurde er am 25. Juni 1964 Botschafter in Portugal und verblieb auf diesem Posten bis 1966. Am 25. Juni 1966 wurde ihm das Großkreuz des Orden des Infanten Dom Henrique verliehen. Anschließend war er Vertreter des Außenministeriums im Obersten Beirat der Superintendentur für die Entwicklung des Nordosten Brasiliens SUDENE (Superintendência do Desenvolvimento do Nordeste).
Danach wurde Fragoso am 11. Juli 1967 Botschafter in Venezuela und war als solcher bis 1969 auch als Botschafter in Trinidad und Tobago akkreditiert. Zuletzt wurde er am 27. Februar 1970 Botschafter in der Schweiz und bekleidete diese Funktion bis zum 13. März 1972.
Aus seiner Ehe mit Corina Ifigênia Pessoa ging der Sohn João Carlos Pessoa Fragoso hervor, der ebenfalls mehrmals Botschafter war.

## Weblink
- Aguinaldo Boulitreau Fragoso im Centro de Pesquisa e Documentação de História Contemporânea do Brasil (CPDOC) der Fundação Getulio Vargas (FGV)

| Personendaten    | Personendaten                 |
| ---------------- | ----------------------------- |
| NAME             | Fragoso, Aguinaldo Boulitreau |
| KURZBESCHREIBUNG | brasilianischer Diplomat      |
| GEBURTSDATUM     | 3. März 1907                  |
| GEBURTSORT       | Recife                        |
| STERBEDATUM      | 18. März 1978                 |
| STERBEORT        | Rio de Janeiro                |